# Віктор Еспарраго
Віктор Еспарраго (ісп. Víctor Espárrago, нар. 6 жовтня 1944, Монтевідео) — уругвайський футболіст, що грав на позиції нападника. По завершенні ігрової кар'єри — футбольний тренер.
Виступав, зокрема, за клуб «Насьйональ», а також національну збірну Уругваю.
Шестиразовий чемпіон Уругваю. Дворазовий володар Кубка Лібертадорес. Дворазовий володар Міжконтинентального кубка. Чемпіон Уругваю (як тренер).

## Клубна кар'єра
Народився 6 жовтня 1944 року в місті Монтевідео. Вихованець футбольної школи клубу «Данубіо». Дорослу футбольну кар'єру розпочав 1960 року в основній команді того ж клубу, в якій провів один сезон.
Протягом 1962—1965 років захищав кольори команди клубу «Серро».
Своєю грою за останню команду привернув увагу представників тренерського штабу клубу «Насьйональ», до складу якого приєднався 1966 року. Відіграв за команду з Монтевідео наступні сім сезонів своєї ігрової кар'єри. У складі «Насьйоналя» був одним з головних бомбардирів команди, за час виступів у команді зіграв 462 матчі та забив 62 м'ячі. За цей час чотири рази виборював титул чемпіона Уругваю, ставав володарем Кубка Лібертадорес, володарем Міжконтинентального кубка.
Згодом з 1973 по 1979 рік грав в Іспанії, у складі команд клубів «Севілья» та «Рекреатіво».
Завершив професійну ігрову кар'єру у клубі «Насьйональ», у складі якого вже виступав раніше. Прийшов до команди 1979 року, захищав її кольори до припинення виступів на професійному рівні у 1981. За цей час додав до переліку своїх трофеїв ще один титул чемпіона Уругваю, знову ставав володарем Кубка Лібертадорес, володарем Міжконтинентального кубка.

## Виступи за збірну
1965 року дебютував у офіційних матчах у складі національної збірної Уругваю. Протягом кар'єри у національній команді, яка тривала 10 років, провів у формі головної команди країни 67 матчів, забивши 18 голів. Найвищим досягненням у складі збірної для Віктора Еспарраго є виступ на чемпіонаті світу 1970 року у Мексиці, де національна збірна Уругваю посіла четверте місце. На цьому турнірі Еспарраго забив спірний гол у чвертьфіналі турніру у ворота збірної Радянського Союзу, після пасу від Луїса Кубільї, який зробив цей пас після виходу м'яча за межі поля. Цей м'яч приніс перемогу збірній Уругваю і вихід у півфінал турніру.
У складі збірної був також учасником чемпіонату світу 1966 року в Англії і чемпіонату світу 1974 року у ФРН.

## Кар'єра тренера
Розпочав тренерську кар'єру невдовзі по завершенні кар'єри гравця, 1983 року, очоливши тренерський штаб клубу «Насьйональ».
Надалі працював у Іспанії, де очолював команди клубів «Кадіс», «Валенсія», «Севілья», «Альбасете» та «Реал Вальядолід».
Наразі останнім місцем тренерської роботи був клуб «Кадіс», команду якого Віктор Еспарраго очолював як головний тренер 2010 року.

## Титули і досягнення

### Як гравця
- Чемпіон Уругваю (6):

«Насьйональ»: 1966, 1969, 1970, 1971, 1972, 1980
- Володар Кубка Лібертадорес (2):

«Насьйональ»: 1971, 1980
- Володар Міжконтинентального кубка (2):

«Насьйональ»: 1971, 1980

### Як тренера
- Чемпіон Уругваю (1):

«Насьйональ»: 1983